# Jacquéline Pöggel
Jacqueline Pöggel (* 20. Jahrhundert) ist eine ehemalige deutsche Schauspielerin. 

## Rollen
Pöggel stand ab Ende der 1970er-Jahre in Filmen des DDR-Fernsehens als Schauspielerin vor der Kamera. So spielte sie in zwei Filmen der Reihe Polizeiruf 110 mit und war in einer Nebenrolle im preisgekrönten Film Solo Sunny besetzt.
Über ihren weiteren Lebensweg sind keine Informationen veröffentlicht.

## Filmografie
- 1978: Polizeiruf 110: Schuldig (TV-Reihe)
- 1979: Marta, Marta
- 1980: Solo Sunny
- 1980: Polizeiruf 110: In einer Sekunde (TV-Reihe)